# کمکوئیه
کمکوئیه، روستایی از توابع بخش آسفیج شهرستان بهاباد در استان یزد ایران است. این روستا دارای آب و هوای معتدل به سمت سرد با زمستانهای سرد و تابستان معتدل می باشد . شغل اهالی روستا کشاورزی و دامپروری است، زعفران یکی از تولیدات روستای کمکوئیه است. این روستا با داشتن مزارع در کوهستان کمکوئیه دارای مناطق ییلاقی بکر و زیبا و خوش اب و هوایی می باشد . از جاذبه های این روستا می توان به درخت قدیمی معروف به درخت 12امام ٬ خانه سنتی حاجی حاج عبداله ٬ خانه سنگی آل طاها در مزرعه جلیل آباد ٬ مزرعه قدیمی تیتوسر و مناطق ییلاقی  کوهستان کمکوئیه نامبرد. 

## جمعیت
این روستا در بخش آسفیج قرار دارد و براساس سرشماری مرکز آمار ایران در سال 1395 ٬ جمعیت آن 189نفر (68خانوار) بوده‌است.